# How Can We Hang On to a Dream
How Can We Hang On to a Dream (manchmal auch nur Hang On to a Dream) ist ein melancholischer Song des US-amerikanischen Singer-Songwriters Tim Hardin (1941–1980) aus dem Jahr 1966. Er beschreibt in kurzen Sätzen die Fragen, Gedanken und Gefühle eines Mannes (oder eines Menschen) nach dem Ende einer Beziehung.

## Allgemeines
Neben Reason to Believe (1966), If I Were a Carpenter (1967) und The Lady Came from Baltimore (1967) gehört How Can We Hang On to a Dream zu den bekanntesten Songs von Tim Hardin. Er sang ihn auch beim Woodstock-Festival (1969); sein Auftritt ist jedoch im Film nicht enthalten.

## Rezeption
Der Song wurde u. a. von The Nice, Marianne Faithfull, Emerson, Lake & Palmer, Nazareth, Cliff Richard, The Moody Blues, Gandalf, Françoise Hardy, Fleetwood Mac, The Lemonheads und The Lightning Seeds gecovert. Johnny Halliday sang eine französische Version. Auch in Filmen wie Ballfieber (Fever Pitch) (1997) oder Die innere Sicherheit (2000) wurde er verwendet.